# Huichihuayán
Huichihuayán es una localidad localizada en el Municipio de Huehuetlán, en el extremo sureste del estado mexicano de San Luis Potosí. Con 2 157 habitantes es la localidad más poblada del municipio. 

## Clima
| Parámetros climáticos promedio de Huichihuayan | Parámetros climáticos promedio de Huichihuayan | Parámetros climáticos promedio de Huichihuayan | Parámetros climáticos promedio de Huichihuayan | Parámetros climáticos promedio de Huichihuayan | Parámetros climáticos promedio de Huichihuayan | Parámetros climáticos promedio de Huichihuayan | Parámetros climáticos promedio de Huichihuayan | Parámetros climáticos promedio de Huichihuayan | Parámetros climáticos promedio de Huichihuayan | Parámetros climáticos promedio de Huichihuayan | Parámetros climáticos promedio de Huichihuayan | Parámetros climáticos promedio de Huichihuayan | Parámetros climáticos promedio de Huichihuayan |
| Mes                                            | Ene.                                           | Feb.                                           | Mar.                                           | Abr.                                           | May.                                           | Jun.                                           | Jul.                                           | Ago.                                           | Sep.                                           | Oct.                                           | Nov.                                           | Dic.                                           | Anual                                          |
| ---------------------------------------------- | ---------------------------------------------- | ---------------------------------------------- | ---------------------------------------------- | ---------------------------------------------- | ---------------------------------------------- | ---------------------------------------------- | ---------------------------------------------- | ---------------------------------------------- | ---------------------------------------------- | ---------------------------------------------- | ---------------------------------------------- | ---------------------------------------------- | ---------------------------------------------- |
| Temp. máx. abs. (°C)                           | 42.0                                           | 45.0                                           | 43.0                                           | 49.0                                           | 43.0                                           | 42.0                                           | 40.0                                           | 42.0                                           | 39.0                                           | 41.0                                           | 39.0                                           | 39.0                                           | '                                              |
| Temp. máx. media (°C)                          | 24.3                                           | 26.7                                           | 29.2                                           | 31.9                                           | 33.5                                           | 33.9                                           | 32.4                                           | 33.5                                           | 31.7                                           | 30.1                                           | 27.6                                           | 25.1                                           | 30                                             |
| Temp. media (°C)                               | 15.7                                           | 17.5                                           | 19.7                                           | 22.4                                           | 23.8                                           | 23.8                                           | 23.3                                           | 23.8                                           | 22.8                                           | 21.1                                           | 18.3                                           | 16.5                                           | 20.7                                           |
| Temp. mín. media (°C)                          | 12.4                                           | 13.5                                           | 16.3                                           | 19.3                                           | 21.8                                           | 22.9                                           | 22.1                                           | 22.0                                           | 21.4                                           | 19.1                                           | 15.7                                           | 13.2                                           | 18.3                                           |
| Temp. mín. abs. (°C)                           | 0.3                                            | 3.0                                            | 5.0                                            | 8.0                                            | 11.0                                           | 10.0                                           | 11.0                                           | 9.0                                            | 9.0                                            | 8.0                                            | 5.0                                            | -1.0                                           | '                                              |
| Precipitación total (mm)                       | 205.0                                          | 95.2                                           | 88.0                                           | 155.0                                          | 141.0                                          | 198.0                                          | 295.0                                          | 313.0                                          | 300.0                                          | 214.0                                          | 90.0                                           | 68.0                                           | 2162.2                                         |
| Fuente n.º 1: Servicio Meteorológico Nacional  |                                                |                                                |                                                |                                                |                                                |                                                |                                                |                                                |                                                |                                                |                                                |                                                |                                                |
| Fuente n.º 2:                                  |                                                |                                                |                                                |                                                |                                                |                                                |                                                |                                                |                                                |                                                |                                                |                                                |                                                |